# Sonnenplatz-Apotheke
Die Sonnenplatz-Apotheke im denkmalgeschützten Gebäude am Sonnenplatz 4 (1720) in Tauberbischofsheim, Main-Tauber-Kreis, bestand von 1810 bis 2006 und wurde danach bis zum Tod des letzten Inhabers Henning Briegleb (2019) als Apothekenmuseum geführt (2016 bis 2019 nur noch eingeschränkt zugänglich).

## Geschichte des Hauses Sonnenplatz 4 und der Apotheken in Bischofsheim
1720 ließ der Weinhändler Johann Michael Schäffner das Gebäude am Sonnenplatz 4 errichten. Die Buchstaben „IMS“ am dortigen Türsturz könnten zwar als Initialen des um 1700 nachgewiesenen Apothekers Johann Henrich Staub und seiner Frau Maria gedeutet werden, allerdings war es zur damaligen Zeit unüblich, die Vornamen von Mann und Frau so zu verbinden, und das dortige Händlerzeichen bezieht sich auf den Weinhändler. Man geht zudem davon aus, dass ein Apotheker eher seinen Apothekermörser hätte anbringen lassen, wie Staub dies auch bei der Maria-Hilf-Kapelle getätigt hat. Außerdem ist Staubs Apotheke am Marktplatz und nicht am Sonnenplatz nachgewiesen, er verstarb ein Jahr nach der Errichtung des Gebäudes Sonnenplatz 4, nichts deutet auf einen Kauf durch ihn hin. Die Nutzung des Gebäudes Sonnenplatz 4 als Apotheke bereits zum Errichtungszeitpunkt wäre also zwar theoretisch möglich, ist jedoch nicht nachgewiesen und nicht sehr wahrscheinlich.
Bereits im 17. Jahrhundert hatten sich zwei Apotheker, Nendwig und Engel, gleichzeitig um ein Apothekenprivileg bemüht; der Bischofsheimer Oberamtmann als Antragsteller hatte sich beim Entscheidungsträger, dem Mainzer Erzbischof, erkundigt, ob es denn in wirtschaftlicher Hinsicht tragbar sei, in der kleinen Amtsstadt zwei Apotheken zu haben. Aus dem Antwortschreiben des Mainzer Erzbischofs vom 25. Februar 1658 ergibt sich, dass beide Apotheken vorerst genehmigt wurden (erste urkundliche Apothekenerwähnung in Bischofsheim), jedoch mit der Maßgabe, die Entwicklung der Apotheken erst einmal abzuwarten und dann zu entscheiden, ob zwei Apotheken zu viel sind. Die Engel-Apotheke bestand spätestens 1702 nicht mehr, die Apotheke Nendwig blieb erhalten.
1671 musste Abel Nendwig erstmals den auch für spätere Apotheker erforderlichen Bischofsheimer Apothekereid vor dem Rat der Stadt ablegen. Dieser beinhaltete – wie es bei den territorial im Einzelnen unterschiedlich ausfallenden Apothekereiden üblich war – eine Reihe von Vorschriften, wie etwa Gehorsam gegenüber den Behörden, ständige Dienstbereitschaft oder Schweigepflicht, also bei „Gott dem Allmächtigen und seinen Heiligen treu, hold und gehorsamb zu sein, sambtlichen nutzen zu fördern und schaden zu lindern“. Ungeachtet dieses Eids führte dieser Apotheker seinen Betrieb in eine wirtschaftliche Schieflage.
Nendwigs Nachfolger, der Apotheker und Ratsherr Johann Henrich Ludwig Staub, übernahm die Apotheke mit einer Schuldenlast von 1100 Gulden. Er ließ jedoch mit seiner Frau Maria Elisabeth im Jahr 1700 die Maria-Hilf-Kapelle in der oberen Hauptstraße erbauen. Sie stifteten 200 Gulden für sieben heilige Messen in dieser Kapelle. Die zukünftigen Inhaber ihres Hauses und ihrer Apotheke am Marktplatz verpflichteten sie dazu, die 200 gestifteten Gulden jährlich zu verzinsen und den Ertrag der Stiftung zuzuführen.
Im Jahr 1702 wollte der Miltenberger Apotheker Johann Jost Gischeidt in Bischofsheim eine zweite Apotheke eröffnen, woraufhin Johann Henrich Ludwig Staub erheblichen Widerstand leistete, so dass nach dem mehrere Jahre andauernden Streit keine zweite Apotheke eröffnete. Johann Henrich Ludwig Staub starb am 28. Januar 1721; sein Grabstein befindet sich in der Maria-Hilf-Kapelle. Sein Sohn Franz Adam Staub (* 1695) übernahm die Apotheke seines Vaters. Nach 1727 kaufte er in der oberen Vorstadt eine Scheune, bei der es sich womöglich um das heutige Gebäude hinter der Sonnenplatz-Apotheke handeln könnte, da hier, wie an der Kapelle, ein Maria-Hilf-Relief angebracht wurde.
Die Verlegung der Apotheke in den Sonnenplatz 4 erfolgte erst 1810 durch den Nachfolger Carl Augustin Hergt. Aus dieser Zeit stammt die von 2006 bis 2019 im Museum noch zugängliche Offizin im Empire-Stil mit Möbeln aus dunklem Kirschbaumholz.
Im Verlauf des 19. und 20. Jahrhunderts wechselte die Apotheke mehrfach die Besitzer, die nach 1848 alle von externer Herkunft waren:
- 1827–1848 Sebastian Leimbach
- 1848–1876 August Brunner aus Walldürn; spätestens seit 1875 ist ein Labor nachgewiesen
- 1876–1882 Heinrich Eichhorn aus Elzach bei Waldkirch, zuvor tätig in Külsheim
- 1883–1891 dessen Bruder Max Eichhorn, zuvor tätig in Weingarten bei Bruchsal
- 1891–1894 Josef Berstel aus Augsburg
- 1894–1902 Wilhelm von Langsdorf aus Heidelberg, zur Apotheke gehörte nun auch eine Mineralwasserabfüllung
- 1902–1930 Dr. Wilhelm Bartels aus Neuwied, zuvor Inhaber der Goethe-Apotheke in Frankfurt am Main
- 1930–1945 dessen Sohn Dr. Paul Bartels, der ebenso wie seine Ehefrau (ebenfalls Apothekerin) 1945 verstarb. Unter deren Tochter Doerthe Bartels, die in 3. Generation ebenfalls Apothekerin wurde, folgten mehrere Pächterwechsel, zuletzt 1957 Henning Briegleb aus Groß-Umstadt. Sie heirateten, und insoweit waren
- 1961–2006 die letzten Inhaber der Apotheke am Sonnenplatz Doerthe und Henning Briegleb.

Von 1958 bis 2012 war im Gebäude zudem ein Reformhaus untergebracht, das ebenfalls von den letzten Inhabern der Apotheke betrieben wurde.

## Ehemalige Ausstellung
Neben Folianten zur Natur- und Pharmaziegeschichte wurden historische Arbeitsgeräte des Apothekers ausgestellt, der einst sämtliche Arzneien, Tinkturen, Salben, Pulver, Zäpfchen selbst herstellte. Dazu gehören Mörser, Waagen, Zäpfchenmaschinen, Pulverbläser sowie Destilier- und Filtriergeräte, Pillenmaschinen, Salben-Tubenfüller, Schalen zur Anrührung von Moschuspräparaten und vieles andere mehr.
In den Regalen standen die historischen Standgefäße, in denen die Grundstoffe aufbewahrt wurden – Holzdosen, Apothekengläser mit Schliff-Stopfen, Braunglas-Flaschen und Porzellantöpfe – sowie Arzneiabgabegefäße und Pulverbriefchen.
Des Weiteren wurde das Schriftstück mit dem „Apoteckhers Aydt“ (Apothekereid) des Vorläufers Abel Nendwig (1671) gezeigt.
Auf dem Dachboden des Museums wurden weitere historische Apothekergefäße von 1750 bis 1810 sowie Geräte und Arzneimittel ab 1890 archiviert.
Nach Anmeldung konnte das Museum kostenfrei besichtigt werden.
Nach Schließung des Museums hat die Sammlung Ausbüttel in Dortmund (Apothekenmuseum der Betreiberfamilie u. a. der Dortmunder Adler-Apotheke) das Inventar übernommen. Die Offizin ist dort in einem separaten Raum wieder aufgebaut, die Apothekengefäße und Arbeitsmittel (s. o.) wieder eingeräumt und ergänzt durch weitere stilistisch passende Exponate aus der Sammlung Ausbüttel.